# Великие иммигранты
Великие иммигранты — 